# Bless the Child
Bless the Child (англ. Благословіть Дитя) — дев'ятий сингл симфо-метал групи Nightwish та другий з їх четвертого студійного альбому Century Child. Це одна з двох пісень, з альбому Century Child, на яку було знаято відеокліп, іншою була «End Of All Hope».
Існує дві версії синглу, які відрізняються трек-листом від вінського видання Spinefarm. Нормальний реліз містить у собі титульний трек та дві пісні, «Lagoon» та «The Wayfarer», які перед тим не виходили в Німеччині. Також існує  обмежена редакція DVD-формату синглу, що містить три DVD-відеокліпи на додаток до аудіо контенту. Відео Over the Hills and Far Away, Bless The Child та 30-хвилинне інтерв'ю.
Частина з випущеного матеріалу, а саме скорочена версія титульного треку Bless The Child, була використана для трансляції по китайському каналу CCTV-4.

## Список композицій

### Spinefarm version
1. «Bless The Child» (edit)
2. «Bless The Child» (original)
3. «Lagoon»

### Drakkar Version
1. «Bless The Child»
2. «Lagoon»
3. «The Wayfarer»

### Limited Edition MCD (обмежене видання)
1. «Bless The Child»
2. «The Wayfarer»
3. «Come Cover Me (live)»
4. «Dead Boy’s Poem (live)»
5. «Once Upon A Troubadour»
6. «A Return To The Sea»
7. «Sleepwalker (heavy version)»
8. «Nightquest»

## Відео
Кліп на цю пісню розповідає сумну історію кохання в зворотному напрямку. Основна постановка полягає в сценах з акторами та сценах з групою, яка грає на покинутому складі. Група було розчарована цим відео, тому що вони знайшли його занадто «закомплексованим».

## Учасники
- Туомас Холопайнен — композитор, клавишні, вокал
- Емппу Вуорінен — гітара
- Юкка Невалайнен — ударні
- Тар'я Турунен — вокал
- Марко Хієтала — бас-гітара